# Поульсен, Нильс
Нильс Су́ни По́ульсен (фар. Niels Suni Poulsen; род. 16 января 1972 года в Торсхавне, Фарерские острова) — бывший фарерский футболист, защитник, выступавший за клубы «ХБ» и «Б68».

## Биография
Нильс — воспитанник «ХБ» из Торсхавна. 19 августа 1989 года он дебютировал за вторую команду этого клуба в матче первого дивизиона против «Сумбы». Всего в первом сезоне на взрослом уровне защитник провёл 3 игры. В 1990 году состоялся его дебют за главную команду «ХБ»: 10 июня он принял участие в матче чемпионата Фарерских островов против клаксвуйкского «КИ». Это была единственная игра Нильса в сезоне, по итогам которого его клуб стал чемпионом архипелага. В 1991 году он стал основным защитником «ХБ», отыграв все 18 встреч в рамках высшего дивизиона. В следующем году Нильс провёл 15 матчей в чемпионате. В том сезоне он вместе со своей командой стал обладателем Кубка Фарерских островов: финальный поединок с «КИ» защитник отыграл целиком.
В 1993 году Нильс потерял место в основном составе «ХБ» и провёл всего 4 игры в рамках фарерского первенства. В 1994—1996 годах он выступал за вторую и третью команды «ХБ» в первом и втором дивизионах соответственно. Нильс вернулся в главную команду «ХБ» в сезоне-1997. 28 августа он дебютировал в еврокубках, приняв участие в ответной игре против кипрского клуба «АПОЭЛ». В чемпионате того сезона защитник провёл 3 встречи.
В 1998 году состоялся переход Нильса в тофтирский «Б68». Он начал сезон основным защитником и сыграл в первых 13 матчах первенства архипелага. Затем Нильс получил работу на материковой Дании и был вынужден завершить карьеру игрока.

## Достижения
«ХБ Торсхавн»
- Чемпион Фарерских островов (1): 1990
- Обладатель Кубка Фарерских островов (1): 1992

 «ХБ Торсхавн III»
- Победитель второго дивизиона (1): 1994